# Kościół św. Mikołaja Biskupa w Skrzydlnej
Kościół św. Mikołaja Biskupa w Skrzydlnej – zabytkowy kościół z XVI wieku, pierwotnie w całości drewniany, obecnie drewniano-murowany. Pełni rolę kościoła pomocniczego parafii św. Mikołaja Biskupa. Znajduje się na trasie nr VI Małopolskiego Szlaku Architektury Drewnianej.

## Historia
Według starych przekazów (historii) pierwotnie w miejscowej parafii miał istnieć inny kościół pod tym samym wezwaniem (niestety nieznane są jego losy).
Przez wiele lat uważano, że kościół ufundowany przez właściciela Skrzydlnej Prokopa Pieniążka pochodzi z XVI wieku. Według miejscowej legendy fundator zginął na budowie, co znacznie wydłużyło prace. Ostatecznie świątynia została konsekrowana w 1585.
Z czasem część konstrukcji uległa znacznemu osłabieniu i konieczna była rozbiórka. Zniszczone fragmenty - prezbiterium i zakrystię - wymurowano. W miarę upływu czasu konieczne było podejmowanie dalszych prac konserwatorskich: w 1787 rozbudowano nawę i wprowadzono sklepienia pozorne, w 1838 dobudowano barokową wieżę, która następnie została w 1959 odnowiona.
Obecnie (rok 2023) prowadzone są (od ponad 10 lat) przy zabytkowym kościele gruntowne prace konserwatorskie, archeologiczne, budowlane, architektoniczne oraz prowadzone są specjalistyczne badania, które podają nowe informacje o tym kościele. Prawdopodobnie zabytkowy kościół w Skrzydlnej jest o dwa lub trzy wieki starszy niż dotąd sądzono. Prezbiterium pochodzi z XIV lub nawet XIII wieku, a zrąb nawy powstał w latach ok. 1419-1425. Prokop Pieniążek był nie fundatorem budowy ale przebudowy miejscowego kościoła.
Po wzniesieniu i poświęceniu nowego kościoła w 1993, stara świątynia stała się kościołem pomocniczym i jest rzadko wykorzystywana.

## Architektura
Jest to kościół jednonawowy, drewniany, konstrukcji zrębowej, do którego dobudowano z kamienia prezbiterium i zakrystię. Od południa posiada niewielką kaplicę.
Nawę przykrywa jednokalenicowy dach z wieżyczką na sygnaturkę. Góruje nad nim drewniana wieża z nadwieszona iglicą i barokowym hełmem.

## Wnętrze
Wnętrze świątyni zdobi polichromia figuralna i ornamentalna, wykonana w 1958 roku przez Tadeusza Łamkowskiego. Przedstawia ona polskich świętych - Jadwigę Andegaweńską, Stanisława Biskupa, Kazimierza Jagiellończyka, Jacka dominikanina, Maksymiliana Kolbe oraz Stanisława Kostkę. Zespół konserwatorów odkrył cztery warstwy polichromii. Trzy warstwy pochodzą z XVI wieku, a jedna (barokowa) z końca XVII. Najstarsze malowidła zachowały się w najlepszym stanie. Badania UV pozwoliły odkryć także starszą polichromię - prawdopodobnie XV-wieczną. Odkryto m.in. straszą warstwę posadzki. Obecnie jej poziom znajduje się blisko pół metra niżej od obecnej.

### Ołtarze
Ołtarz głównyXVII-wieczny ołtarz barokowy - pierwotnie z późnogotyckim obrazem Matka Boża z Dzieciątkiem i św. Biskupami: Mikołajem i Stanisławem, przesłanianym przez obraz Biskup Mikołaj. Oryginalny obraz został skradziony i po odzyskaniu nie wrócił już do świątyni. W zwieńczeniu ołtarza znajduje się również niewielki wizerunek św. Antoniego.
Ołtarze bocznebarokowe, pochodzące z końca XVII wieku
- ołtarz z rzeźbą Matka Boża z Dzieciątkiem
- ołtarz z rzeźbą Najświętszego Serca Jezusowego
- ołtarz w kaplicy bocznej z kopię obrazu z kaplicy Loretańskiej w bazylice Mariackiej w Krakowie, wykonana przez Marię Ritter[8].

### Wyposażenie kościoła
W boku ołtarza głównego znajduje się renesansowy nagrobek fundatora przebudowy kościoła, Prokopa Pieniążka, wykonany z piaskowca. Zmarły został na nim przedstawiony jako rycerz w zbroi. Nagrobek został wykonany w krakowskim warsztacie włoskiego rzeźbiarza królewskiego Hieronima Canavesiego.
W kościele znajduje się również barokowa XVIII-wieczna chrzcielnica oraz XVII-wieczna renesansowa ambona. Na belce tęczowej umieszczono XIV-wieczny gotycki drewniany krucyfiks.
Obok kościoła znajduje się drewniana dzwonnica.
Kościół stoi w otoczeniu kilku starych drzew, które są obecnie pomnikami przyrody. Otacza go kamienny mur, wzniesiony na przełomie XVIII i XIX wieku z trzema niewielkimi kapliczkami z I połowy XIX wieku. Obok ogrodzenia znajduje się kilka starych nagrobków, które są pozostałością po znajdującym się tu kiedyś cmentarzu parafialnym.